# Belagerung von Maubeuge

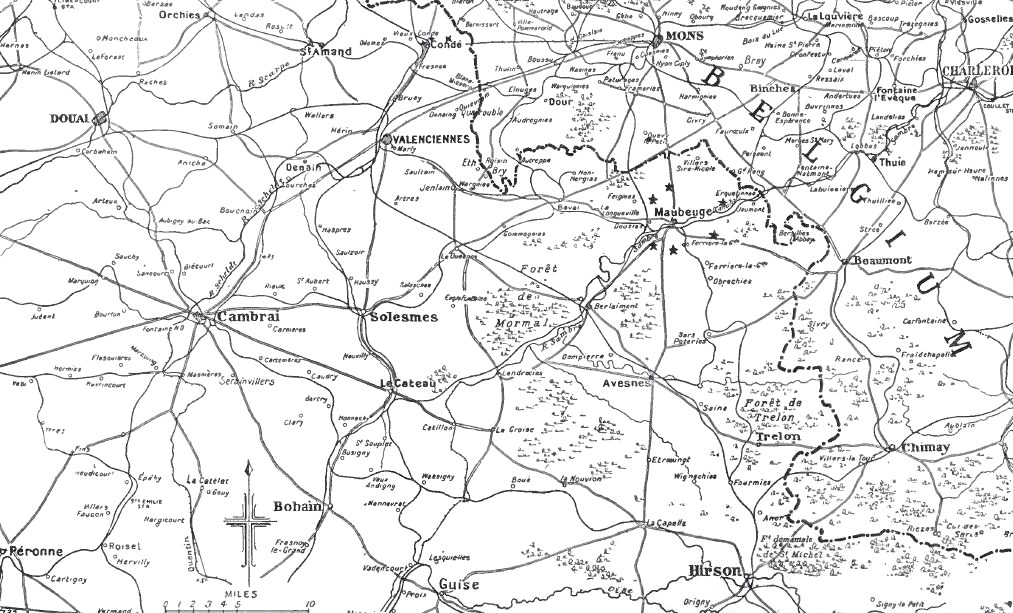
Das Kampfareal rund um die Festung Maubeuge

Die Belagerung von Maubeuge (französisch siège de Maubeuge oder bataille de Maubeuge „Schlacht von Maubeuge“) war die erste Belagerung der Armee des Deutschen Kaiserreichs auf französischem Boden während des Ersten Weltkriegs. Sie begann am 28. August 1914 und endete offiziell am 8. September 1914 mit der Kapitulation von Maubeuge.

## Vorgeschichte
Nach dem Deutsch-Französischen Krieg von Juli 1870 bis Mai 1871 entstand nach Plänen des Generals und Militäringenieurs Séré de Rivières der Festungsring von Maubeuge: das Fort Leveau in Feignies, fünf weitere Festungen und sechs Zwischenbauten. Er wurde um die von Vauban (1633–1707) erbaute Zitadelle angelegt und galt als große Stütze der Grenzverteidigung. Hauptaufgabe der Festung war der Schutz der Übergänge über die Sambre sowie mehrerer hier zusammenlaufender Schienenwege.

## Belagerung

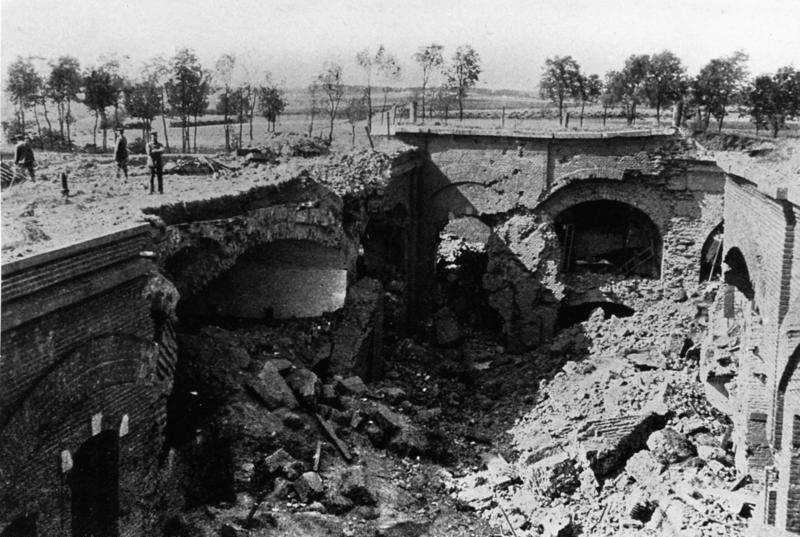
Zerstörte Kasematten der Festung Maubeuge

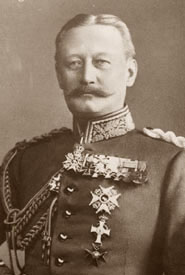
General Hans von Zwehl, Befehlshaber der Belagerung von Maubeuge

Dem Schlieffen-Plan folgend, marschierte die deutsche Armee am 4. August 1914 in Belgien ein. Sie wollte das neutrale Belgien mit Infanterie, Kavallerie und Artillerie durchqueren, um danach Paris einzunehmen. Davon erhoffte man sich einen raschen Sieg über Frankreich. Die Alliierten konnten die deutschen Truppen bei Lüttich und Namur nur kurz aufhalten. Dann setzten die deutschen Truppen ihren Vormarsch in Richtung französisch-belgische Grenze fort.
Nach ihrer Landung in Frankreich hatte sich die British Expeditionary Force im Schutz der Festung Maubeuge versammelt. Von hier zog sie nach Norden, um sich den deutschen Armeen am Mons-Condé-Kanal in den Weg zu stellen. Sie wurde von der deutschen 1. Armee in der Schlacht bei Mons (23. und 24. August) besiegt. Die östlich stehende deutsche 2. Armee hatte in der Schlacht an der Sambre (21. bis 23. August) die französische 5. Armee bei Charleroi zum Rückzug gezwungen.
Während sich die Alliierten auf Guise und Saint-Quentin zurückzogen, erreichte das VII. Reserve-Korps der 2. Armee am 25. August den Bereich der Festung Maubeuge und begann mit der Belagerung. Während die 13. Reserve-Division noch im Raum Lüttich stand, erhielt das VII. Reserve-Korps am 24. August Befehl, mit der 14. Reserve-Division nach Binche weiterzumarschieren, um das VII. Armee-Korps vor Maubeuge freizumachen. Nach der Ablösung des Generals von Einem übernahm Generalleutnant von Zwehl am 27. August die oberste Führung der Einschließung der Festung.
In der Festung befanden sich eine Garnison von etwa 35.000 Mann und zehntausend alliierte Soldaten, die während ihres Rückzugs den Anschluss verloren hatten.
Das VII. Reserve-Korps wurde mit zwei Divisionen vor der Festung zurückgelassen, während die 2. Armee weiter nach Süden verfolgte.
Nach der Heranschaffung der schweren Belagerungsartillerie, die zuvor bei Namur eingesetzt war, begann am 29. August die systematische Beschießung der Außenforts. Der Hauptangriff richtete sich gegen die Nordostfront. Die größtenteils in Ziegelbauweise errichteten Forts waren den deutschen Brisanzgranaten nicht gewachsen. Zudem konnte die französische Artillerie, insgesamt über 400 Geschütze, wegen ihrer geringeren Schussweite die deutschen Geschütze nicht bekämpfen. Am 5. September begann deutsche Infanterie mit der Erstürmung mehrerer Forts. Nachdem dies geglückt war, wurde die Lage der Verteidiger aussichtslos. Am 7. September gab der Festungsgouverneur General Joseph Fournier die Kapitulation bekannt, die am 8. September wirksam wurde.
Die Belagerung von Maubeuge dauerte mehr als zwei Wochen und war somit eine der längsten im Ersten Weltkrieg. Die Deutschen machten dabei über 45.000 Gefangene und erbeuteten über 400 Geschütze. Dennoch war die Bindung deutscher Kräfte ein Erfolg für die Alliierten, da so ein gesamtes deutsches Armeekorps für die Schlacht an der Marne (5.–12. September 1914) ausfiel.
Ein Museum im Fort de Leveau in Feignies informiert heute über die Geschichte der Festungsanlage.

## Folgen
Deutsche und Franzosen sahen, dass Festungen angesichts der stärker gewordenen Artillerie an Bedeutung verloren hatten.
Auch unter dem Eindruck der enormen Zerstörungskraft der deutschen Belagerungsgeschütze vor Namur und Lüttich sah man die Bedeutung von starken Festungsanlagen bei einem starken Angriff mit Belagerungsgeschützen unter einem anderen Sichtwinkel.
Dies und der Umstand, dass sich die Kriegsparteien nach den Grenzschlachten (unter anderem vom 22. bis 25. September 1914 vor Verdun; diese hatten den deutschen Vormarsch im Maas-Gebiet beendet) auf andere Frontabschnitte konzentrierten, führte zu der Neubewertung, dass die militärische Bedeutung von Verdun nun für geringer erachtet wurde: Das Grand Quartier Général unter Joffre erklärte Verdun zu einem ruhigen Abschnitt. Am 5. August 1915 wurde die Festung Verdun sogar offiziell zum Zentrum der Région fortifiée de Verdun – RFV („Befestigte Region von Verdun“) herabgestuft. In den darauf folgenden Monaten wurden konsequenterweise 43 schwere und 11 leichte Geschützbatterien aus dem Festungsring abgezogen und die meisten Maschinengewehre der Forts an Feldeinheiten übergeben. Es waren jetzt nur noch drei Divisionen des XX. Korps stationiert: die 72. Reservedivision aus der Region Verdun, die 51. Reservedivision aus Lille und die 14. reguläre Division aus Besançon. Die 37. Division aus Algerien lag in Reserve.
Dies führte dazu, dass die Franzosen auf die am 22. Februar 1916 beginnende Schlacht um Verdun nur unzureichend vorbereitet waren.